# LRLL 54361

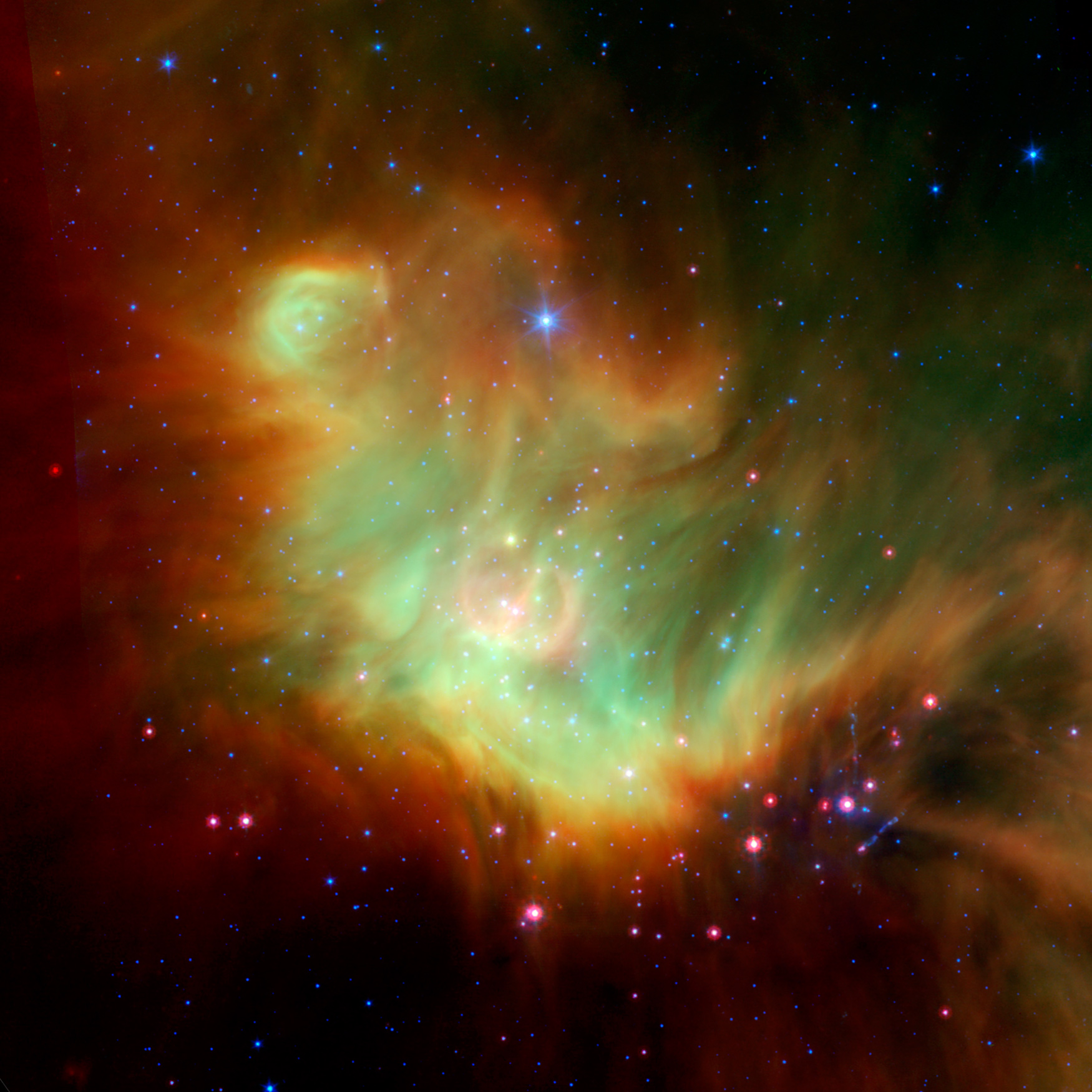
Obszar formowania się gwiazd IC 348 wokół protogwiazdy LRLL 54361 (zdjęcie z Kosmicznego Teleskopu Spitzera)

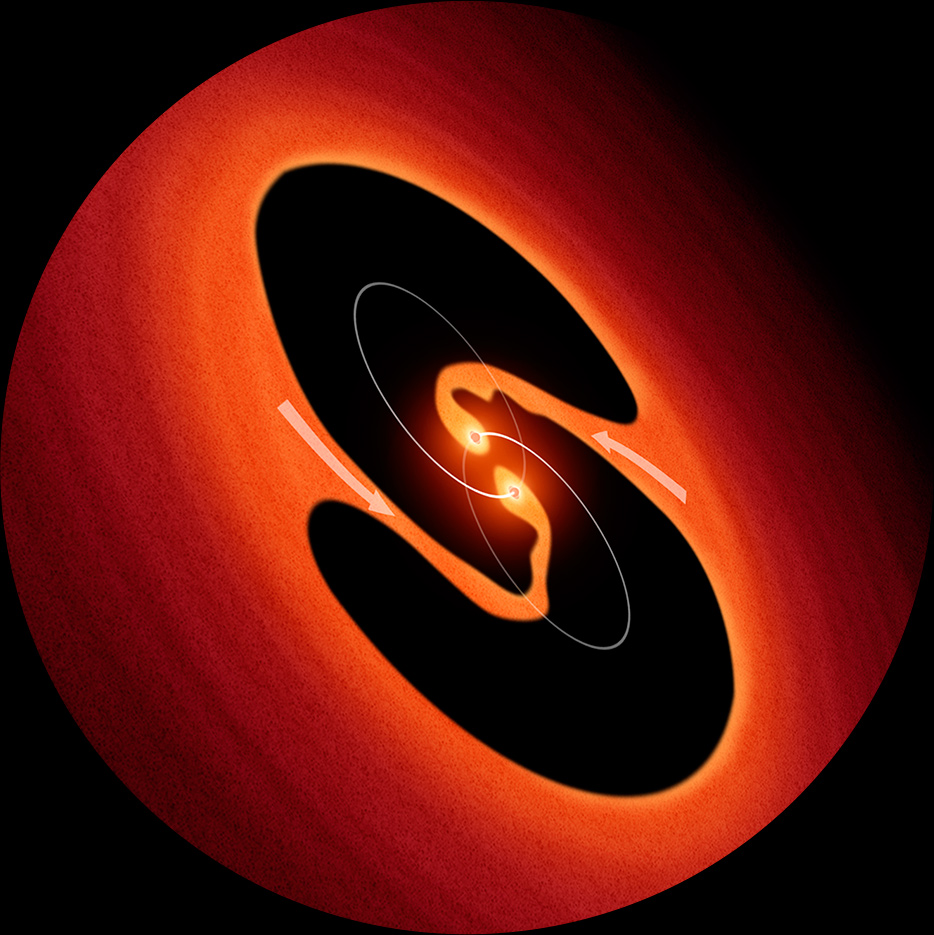
Wizja artystyczna układu LRLL 54361

LRLL 54361 – protogwiazda położona w rejonie formowania się gwiazd IC 348 w gwiazdozbiorze Perseusza, oddalona o około 950 lat świetlnych od Ziemi. LRLL 54361 jest bardzo młodym obiektem, wiek protogwiazdy szacowany jest na około sto tysięcy lat. Co około 25,34 dni jasność obiektu w zakresie promieniowania podczerwonego zwiększa się około dziesięciokrotnie w przybliżeniu na siedem dni. Tego typu zmiany jasności wskazują na to, że wewnątrz obłoku materii gwiazdowej LRLL 54361 tworzy się gwiazda podwójna.